# (37160) 2000 WR5
2000 WR5 (asteroide 37160) é um asteroide da cintura principal. Possui uma excentricidade de 0.11043650 e uma inclinação de 12.32888º.
Este asteroide foi descoberto no dia 19 de novembro de 2000 por LINEAR em Socorro.